# مارتین جیرینک
مارتین جیرینک (انگلیسی: Martin Jiránek؛ زادهٔ ۲۵ مهٔ ۱۹۷۹) یک بازیکن فوتبال اهل جمهوری چک است.
وی همچنین در تیم ملی فوتبال جمهوری چک بازی کرده‌است.